# Molí del Rei
El Molí del Rei és una obra de Tivissa (Ribera d'Ebre) inclosa a l'Inventari del Patrimoni Arquitectònic de Catalunya.

## Descripció
Es tracta d'un molí en estat mitjà de conservació situat al terme municipal de Tivissa. El parament és a partir de carreus de mida rectangulars i mesura mitjana disposats en fileres uniformes.
Es conserva l'obertura del molí per la qual entra el canal amb l'aigua. Aquesta té una forma pràcticament circular. La bassa també és visible, en bon estat de conservació, i morfologia rectangular.